# Cuba di Milazzo
La cuba di Milazzo è una cuba bizantina sita a Milazzo, in Sicilia, a ridosso di un parco commerciale in contrada Masseria. Venne restaurata in occasione dei lavori di ampliamento del parco commerciale. Si tratta di una singolare costruzione cubica.

## Descrizione
Si accede all'unico vano esistente per mezzo di un ingresso a sesto ribassato posto lungo la parete meridionale. L'ambiente interno risulta illuminato da due finestre quadrate poste lungo le pareti orientale e occidentale. Entrambe le aperture parrebbero risalire a non prima del XVI secolo.
La tecnica muraria si compone di pietrame locale unito da malta e presenta numerosi rifacimenti, che i recenti restauri hanno contribuito in parte a nascondere. Solo i cantonali si presentano rinforzati da conci squadrati di arenaria locale. Il vano interno è coperto da una cupola sorretta agli angoli da semplici pennacchi. Nell'angolo di nord-ovest è stato praticato un foro che consente, tramite scala in legno, l'accesso al piccolo terrazzo. L'edificio è stato infatti rialzato al fine di coprire la cupola per mezzo di una sovrastante copertura piana e secondo l'intento di trasformare la chiesa in una bassa torretta. La parete occidentale soffre di una discontinuità della muratura all'altezza della finestra a sesto ribassato. Questa discontinuità dovrebbe essere il risultato del crollo di parte della cupola, oggi reintegrata.
La massa cubica della “cuba” di Milazzo trova similitudini con la “cuba” di Malvagna, con la quale condivide senza ombra di dubbio forma e dimensioni. In pianta, infatti, entrambi gli edifici mostrano misure simili, circa 5 metri per lato. Anche la cupola possiede una tecnica edilizia non dissimile, sebbene nel caso della cuba di Milazzo si sia lasciato maggiormente spazio all'utilizzo di terracotta nella forma di laterizi o tegole. È probabile che l'edificio milazzese, così come la cuba di Malvagna, fosse arricchito dalla presenza di absidi, nel numero di tre edificate lungo tre lati dell'edificio, escluso il versante dell'ingresso. La maggior parte delle “cube” siciliane sono infatti triabsidate, salvo alcuni edifici a pianta basilicale, presso i quali si osserva una sola abside rivolta ad oriente e due absidiole laterali (è il caso della Cuba di Castiglione o della chiesa del monastero di S. Maria di Mili). Se si procede per confronti tipologici, sarebbe dunque lecito ritenere che la cuba di Milazzo sia stata mutilata delle absidi presumibilmente nel periodo in cui si decise di trasformarla in bassa torre. Le tracce dell'abbattimento non sono così evidenti come si possa credere. La mancanza di dettagliati rilievi della muratura e i due interventi conservativi avvenuti tra il 1997 e il 2010 certamente non aiutano a individuare con certezza nella tessitura muraria quegli elementi di discontinuità che si percepiscono maggiormente lungo il lato occidentale e lungo la muratura del lato orientale, presso il quale sembra di poter riconoscere labili tracce dell'antico arco absidale poco sopra l'attuale finestra. Così come la cuba di Malvagna, anche quella di Milazzo non conserva tracce di affreschi, l'unico ambiente risulta spoglio di qualsivoglia decorazione architettonica, i pennacchi non sono caratterizzati dalla presenza di archetti che impreziosiscono l'interno della cuba di Malvagna.
Sebbene sia probabile che tutta a decorazione architettonica e pittorica sia andata perduta nei secoli a causa dei numerosi rifacimenti e riadattamenti, è anche vero che la massa cubica della cuba milazzese restituisce una sensazione di estrema austerità e semplicità che altre cube siciliane non restituiscono. Riguardo alla datazione non si può ignorare quanto Freshfield ipotizzò per le cube di Malvagna, Maccari e Santa Teresa nel 1918. Ritenne infatti, per ragioni prettamente storiche, di poter datare tali strutture in un arco di tempo compreso tra il VII secolo e il IX-X secolo, cioè tra la completa grecizzazione dell'isola e la conquista musulmana. Alcune di queste strutture sopravvissero alla conquista araba anche grazie alle ridotte dimensioni e tornarono a ricoprire un ruolo di rilievo all'interno della riforma che, durante il Regno Normanno di Sicilia, interessò il monachesimo greco.